# Linda Vista I (Mirasol)
Linda Vista I también conocida como Mirasol, es una localidad de México perteneciente al municipio de Huehuetla en el estado de Hidalgo.

## Geografía
Se encuentra en la región de la Sierra de Tenango; a la localidad le corresponden las coordenadas geográficas 20° 27’ 41.709” de latitud norte y 98° 04’ 07.26” de longitud oeste, con una altitud de 504 m s. n. m.
En cuanto a fisiografía se encuentra dentro de las provincia de la Sierra Madre Oriental, dentro de la subprovincia del Carso Huasteco; su terreno es de sierra. En lo que respecta a la hidrografía se encuentra posicionado en la región Tuxpan – Nautla, dentro de la cuenca del río Tuxpan, en la subcuenca del río Pantepec. Cuenta con un clima semicálido húmedo con lluvias todo el año.

## Demografía
En 2020 registró una población de 515 personas, lo que corresponde al 2.25 % de la población municipal. De los cuales 256 son hombres y 259 son mujeres. Tiene 142 viviendas particulares habitadas.
| Gráfica de evolución demográfica de Linda Vista I entre 1980 y 2020                          |
|                                                                                              |
| Población de los censos y conteos del Instituto Nacional de Estadística y Geografía (INEGI). |

## Economía
La localidad tiene un grado de marginación alto y un grado de rezago social bajo.